# Discografia dei Chvrches
La discografia dei Chvrches, gruppo musicale britannico in attività dal 2011, si compone di quattro album in studio, sei EP e una ventina di singoli. Tutti i loro album si sono classificati in tutto il mondo, con i primi due in particolare certificati disco d'oro dalla British Phonographic Industry.

## Album in studio
| Anno | Titolo | Classifiche | Classifiche | Classifiche | Classifiche | Classifiche | Classifiche | Classifiche | Classifiche | Classifiche | Classifiche | Certificazioni |
| Anno | Titolo | UK          | SCO         | AUS         | CAN         | GER         | IRL         | JPN         | NLD         | NZL         | USA         | Certificazioni |
| ---- | --- | ----------- | ----------- | ----------- | ----------- | ----------- | ----------- | ----------- | ----------- | ----------- | ----------- | -------------- |
| 2013 | The Bones of What You Believe - Pubblicato: 20 settembre 2013 - Etichetta: Virgin Records, Goodbye Records - Formato: CD, LP, download digitale | 9           | 5           | 13          | 19          | 22          | 12          | 59          | 68          | 35          | 12          | - UK: Oro      |
| 2015 | Every Open Eye - Pubblicato: 25 settembre 2015 - Etichetta: Virgin EMI Records, Goodbye Records - Formato: CD, LP, download digitale            | 4           | 1           | 3           | 11          | 20          | 4           | 53          | 33          | 10          | 8           | - UK: Oro      |
| 2018 | Love Is Dead - Pubblicato: 25 maggio 2018 - Etichetta: Virgin EMI Records, Goodbye Records - Formato: CD, LP, MC, download digitale             | 7           | 5           | 7           | 22          | 16          | 15          | 45          | 88          | 35          | 11          |                |
| 2021 | Screen Violence - Pubblicato: 25 agosto 2021 - Etichetta: EMI Records, Glassnote Records - Formato: CD, LP, MC, download digitale               | 4           | 1           | 6           | 74          | 15          | 23          | 65          | 91          | —           | 31          |                |

## Extended play
| Anno | Titolo |
| ---- | --- |
| 2013 | Recover EP - Pubblicato: 25 marzo 2013 - Etichetta: Virgin Records, Goodbye Records - Formato: vinile 12", download digitale |
| 2013 | EP - Pubblicato: 10 luglio 2013 - Etichetta: Hostess Entertainment, Goodbye Records - Formato: CD, download digitale         |
| 2014 | Under the Tide EP - Pubblicato: 28 novembre 2014 - Etichetta: Goodbye Records - Formato: vinile 12"                          |
| 2016 | Spotify Sessions - Pubblicato: 16 settembre 2016 - Etichetta: Vertigo Records - Formato: streaming                           |
| 2018 | Hansa Session - Pubblicato: 16 novembre 2018 - Etichetta: Glassnote Records - Formato: vinile 10", download digitale         |
| 2021 | In Search of Darkness - Pubblicato: 19 marzo 2021 - Etichetta: Glassnote Records - Formato: download digitale                |

## Singoli
| Anno | Titolo                                      | Classifiche | Classifiche | Classifiche | Classifiche | Classifiche | Classifiche | Certificazioni | Album di provenienza                                                         |
| Anno | Titolo                                      | UK          | SCO         | AUS         | JPN         | USA Alt.    | USA Rock    | Certificazioni | Album di provenienza                                                         |
| ---- | ------------------------------------------- | ----------- | ----------- | ----------- | ----------- | ----------- | ----------- | -------------- | ---------------------------------------------------------------------------- |
| 2012 | The Mother We Share                         | 38          | 34          | —           | 6           | 12          | 30          | - UK: Argento  | /                                                                            |
| 2013 | Recover                                     | 91          | 64          | 84          | —           | —           | —           |                | Recover EP                                                                   |
| 2013 | Gun                                         | 55          | 45          | —           | 82          | —           | —           |                | The Bones of What You Believe                                                |
| 2013 | Lies                                        | 105         | —           | —           | —           | —           | —           |                | The Bones of What You Believe                                                |
| 2014 | We Sink                                     | —           | —           | —           | —           | —           | —           |                | The Bones of What You Believe                                                |
| 2014 | Under the Tide                              | —           | —           | —           | —           | —           | —           |                | The Bones of What You Believe                                                |
| 2014 | Get Away                                    | 52          | 24          | —           | —           | —           | 45          |                | /                                                                            |
| 2015 | Tether (vs. Eric Prydz)                     | 107         | —           | —           | —           | —           | —           |                | /                                                                            |
| 2015 | Leave a Trace                               | 108         | —           | 64          | 95          | 19          | 17          |                | Every Open Eye                                                               |
| 2015 | Never Ending Circles                        | 157         | —           | —           | —           | —           | 35          |                | Every Open Eye                                                               |
| 2015 | Clearest Blue                               | 195         | —           | —           | 74          | —           | 43          |                | Every Open Eye                                                               |
| 2015 | Empty Threat                                | —           | —           | —           | —           | —           | —           |                | Every Open Eye                                                               |
| 2015 | Warning Call                                | —           | —           | —           | —           | —           | —           |                | /                                                                            |
| 2016 | Bury It (feat. Hayley Williams)             | —           | 93          | —           | —           | 31          | 32          |                | Every Open Eye                                                               |
| 2018 | Get Out                                     | 82          | 56          | —           | —           | 15          | 17          |                | Love Is Dead                                                                 |
| 2018 | My Enemy (feat. Matt Berninger)             | —           | 96          | —           | —           | —           | 28          |                | Love Is Dead                                                                 |
| 2018 | Never Say Die                               | —           | —           | —           | —           | —           | 41          |                | Love Is Dead                                                                 |
| 2018 | Miracle                                     | —           | 61          | —           | —           | 13          | 30          |                | Love Is Dead                                                                 |
| 2018 | Out of My Head (feat. Wednesday Campanella) | —           | —           | —           | —           | —           | —           |                | Love Is Dead (Japanese Deluxe Edition)                                       |
| 2018 | Graffiti                                    | —           | —           | —           | —           | —           | 36          |                | Love Is Dead                                                                 |
| 2019 | Death Stranding                             | —           | 92          | —           | —           | —           | 47          |                | Death Stranding: Timefall (Original Music from the World of Death Stranding) |
| 2021 | He Said She Said                            | —           | —           | —           | —           | —           | 37          |                | Screen Violence                                                              |
| 2021 | How Not to Drown (feat. Robert Smith)       | —           | —           | —           | —           | —           | —           |                | Screen Violence                                                              |
| 2021 | Good Girls                                  | —           | —           | —           | —           | —           | —           |                | Screen Violence                                                              |
| 2023 | Over                                        | —           | —           | —           | —           | 32          | —           |                | /                                                                            |
| 2023 | Manhattan                                   | —           | —           | —           | —           | —           | —           |                | The Bones of What You Believe (10 Year Anniversary Special Edition)          |

### Come ospiti
| Anno | Artista    | Titolo                        | Album di provenienza |
| ---- | ---------- | ----------------------------- | -------------------- |
| 2019 | Marshmello | Here with Me (feat. Chvrches) | /                    |

## Video musicali
| Anno | Titolo                                | Regista          |
| ---- | ------------------------------------- | ---------------- |
| 2013 | Recover                               | Wim Reygaert     |
| 2013 | Gun                                   | Pen$acola        |
| 2013 | The Mother We Share                   | Sing J. Lee      |
| 2013 | Lies                                  | Sing J. Lee      |
| 2014 | We Sink                               | Sing J. Lee      |
| 2014 | Recover (Travelogue)                  | Sing J. Lee      |
| 2014 | Under the Tide                        | Sing J. Lee      |
| 2015 | Leave a Trace                         | Warren & Nick    |
| 2015 | Empty Threat                          | Austin Peters    |
| 2016 | Clearest Blue                         | Warren Fu        |
| 2016 | Bury It (feat. Hayley Williams)       | Jamie McKelvie   |
| 2017 | Down Side of Me (Live)                | Kristen Stewart  |
| 2018 | Miracle                               | Warren Fu        |
| 2018 | Out of My Head                        | Junichi Yamamoto |
| 2018 | Graffiti                              | Rare Henderson   |
| 2021 | He Said She Said                      | Scott Kiernan    |
| 2021 | How Not to Drown (feat. Robert Smith) | Scott Kiernan    |
| 2021 | Good Girls                            | Scott Kiernan    |
| 2023 | Over                                  | Leah Barylsky    |